# Джерардо Дотторі
Джерардо Дотторі (італ. Gerardo Dottori; 11 листопада 1884, Перуджа — 13 червня 1977, Перуджа) — італійський художник-футурист, що належав також до групи Новеченто.

## Життя і творчість
Дж. Дотторі знайомиться в Римі в 1911 році з Джакомо Балла і під його впливом в 1911/1912 роках приєднується до футуристичної руху. У 1914—1915 роках він захоплюється різними стандартними футуристичними темами, такими як ciclista («Мотоцикліст», тема мала поширення і серед російських футуристів). У 1920 році він створює цілу серію абстрактних картин, слідуючи по стопах таких майстрів футуризму, як Балла, Северіні і Боччони, проклали ще в 1912—1913 роках дорогу абстрактного живопису в Італії. Чималий внесок належить Дж. Дотторі і в розвиток настінного живопису і італійського декоративного мистецтва в ХХ столітті: цими художніми напрямками він займається все життя. У 20-ті роки центральною темою робіт художника стає перспектива Землі, яку ви змалювали з повітря, як один з різновидів футуристичного живопису того часу (так звана Aeropittura). При цьому слід зазначити, що властивий футуристичному руху культ машин не був властивий творам Дотторі. Невідомо навіть, чи піднімался він коли-небудь в небо на літаку. У той же час головною темою і вершиною творчості в 20-ті роки у Дотторі було саме вираз швидкості, енергії, польоту («Триптих Швидкості», 1926/27).
З приходом в Італії до влади фашистів Дж. Дотторі, як і більшість італійських футуристів, підтримує нову владу. У 1932 році, спільно з художниками-футуристами Маріо Сіроні і Енріко Прамполіні, бере участь в організованій в Римі грандіозній виставці «Mostra della Revoluzione Fascista» («Виставка Фашистської Революції»). Як майстер настінного живопису, в 1934 році він підписує, спільно з Філіппо Томмазо Марінетті, Бенедетто Каппа Марінетті (Бенедетто), Фортунато Деперо і Бруно Мурані «Manifesto della plastica murale» («Маніфест настінного живопису»), який послужив Муссоліні для посилення агітаційно пропагандистського напрямку в образотворчому мистецтві.
Після закінчення Другої світової війни художник продовжував працювати в футуристичної манері і сприяв пропаганді футуристичного живопису.